# إليانور جوزفين ماكدونالد
إليانور جوزفين ماكدونالد (بالإنجليزية: Eleanor Josephine Macdonald)‏ هي عازفة تشيلو وأستاذة جامعية أمريكية، ولدت في 4 مارس 1906 في سومرفيل في الولايات المتحدة، وتوفيت في 27 يوليو 2007.